# Maria Schell
Maria Schell (Bécs, 1926. január 15. – Preitenegg, 2005. április 26.) osztrák-svájci színésznő.

## Élete
Hermann Ferdinand Schell (1900–1972) és Margarete Noé von Nordberg (1905–1995) legidősebb gyermekeként született.  Maximilian, Carl és Immaculata „Immy“ a testvérei.
A család az Anschluss után Svájcba menekült. Zürichben telepedtek le. Maria 1939 augusztusáig Colmarban élt. Itt akcentus nélkül tanult meg franciául.

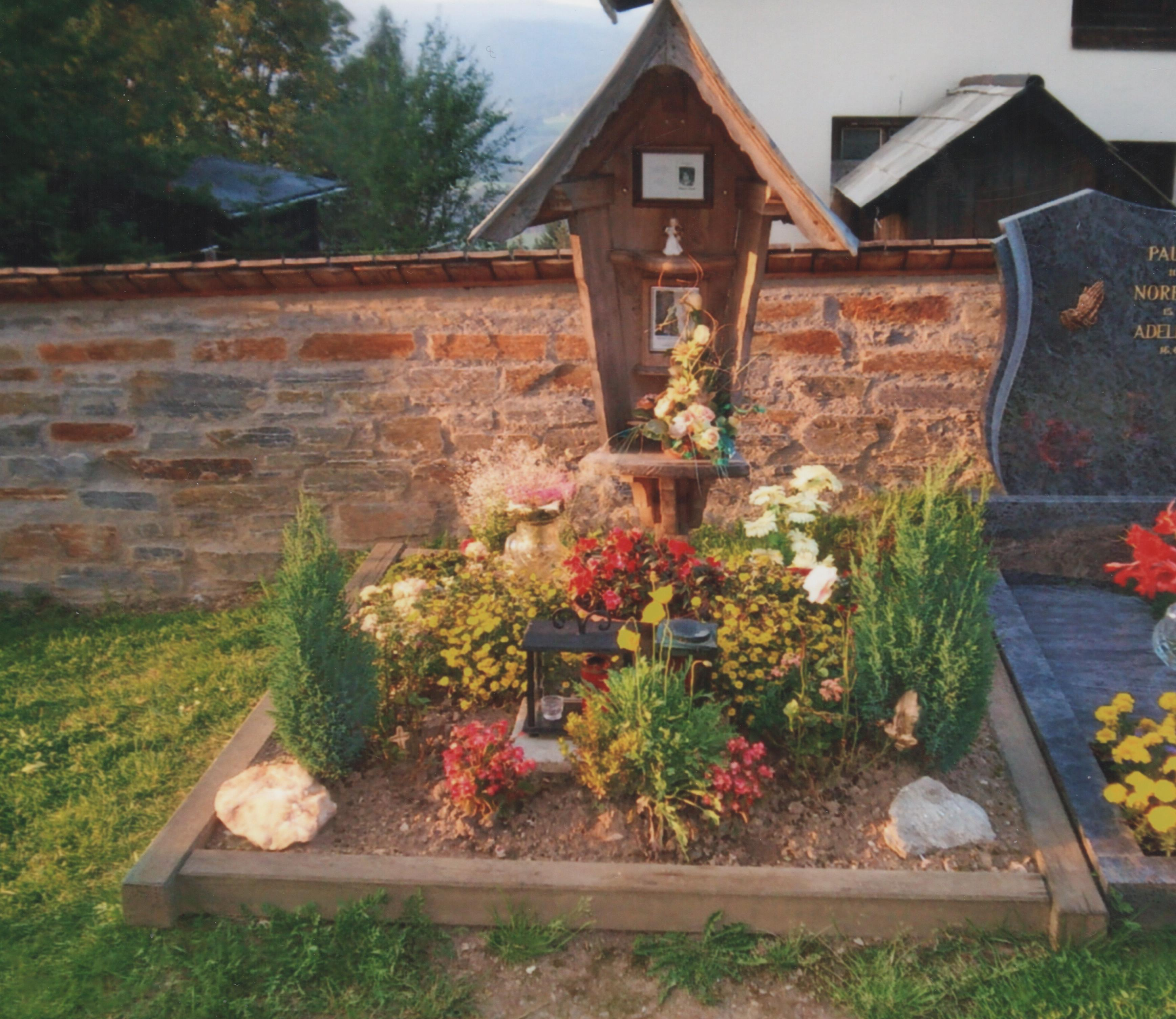
A sírja Preiteneggben

## Filmjei

### Mozi
| Év   | Magyar cím            | Eredeti cím                                                             | Szerep                     | Jegyzetek                       |
| ---- | --------------------- | ----------------------------------------------------------------------- | -------------------------- | ------------------------------- |
| 1942 |                       | Steibruch                                                               | Meiti                      |                                 |
| 1948 |                       | Nach dem Sturm                                                          | Gretel Aichinger           |                                 |
| 1948 |                       | Der Engel mit der Posaune                                               | Selma Rosner               |                                 |
| 1948 |                       | Maresi                                                                  | Blanka von Steinville      |                                 |
| 1950 |                       | Es kommt ein Tag                                                        | Madeleine                  |                                 |
| 1951 |                       | Dr. Holl                                                                | Angelika Alberti           |                                 |
| 1951 |                       | The Magic Box                                                           | Helena Friese-Greene       |                                 |
| 1952 |                       | Bis wir uns wiederseh’n                                                 | Pamela Osten               |                                 |
| 1953 |                       | Der träumende Mund                                                      | Elisabeth                  |                                 |
| 1953 |                       | Solange Du da bist                                                      | Eva Berger                 |                                 |
| 1953 | Egy szerelem naplója  | Tagebuch einer Verliebten                                               | Barbara Holzmann           |                                 |
| 1954 | Az utolsó híd         | Die letzte Brücke Poslednji most                                        | Dr. Helga Reinbeck         |                                 |
| 1954 |                       | Napoléon                                                                | Ausztriai Mária Lujza      |                                 |
| 1955 |                       | Herr über Leben und Tod                                                 | Barbara Bertra             |                                 |
| 1955 |                       | Die Ratten                                                              | Pauline Karka              |                                 |
| 1956 | Patkányfogó           | Gervaise                                                                | Gervaise Macquart Coupeau  |                                 |
| 1956 |                       | Liebe                                                                   | Anna Ballard               |                                 |
| 1957 |                       | Rose Bernd                                                              | Rose Bernd                 |                                 |
| 1957 | Fehér éjszakák        | Le notti bianche                                                        | Natalia                    |                                 |
| 1958 | A Karamazov testvérek | The Brothers Karamazov                                                  | Grusenyka Szvetlova        |                                 |
| 1958 |                       | Une vie                                                                 | Jeanne Dandieu             | Egy asszony élete filmváltozata |
| 1958 |                       | The Hanging Tree                                                        | Elizabeth Mahler           |                                 |
| 1958 |                       | Der Schinderhannes                                                      | Juliana Blasius            |                                 |
| 1959 |                       | Raubfischer in Hellas                                                   | Mana                       |                                 |
| 1960 |                       | Cimarron                                                                | Sabra Cravat               |                                 |
| 1960 |                       | The Mark                                                                | Ruth                       |                                 |
| 1961 |                       | Das Riesenrad                                                           | Elisabeth von Hill         |                                 |
| 1962 |                       | Ich bin auch nur eine Frau                                              | Dr. Lilli König            |                                 |
| 1963 |                       | Zwei Whisky und ein Sofa                                                | Beate Dehn                 |                                 |
| 1968 |                       | 99 mujeres                                                              | Leonie Caroll              |                                 |
| 1969 |                       | Le Diable par la queue                                                  | Diane, de Coustines grófné |                                 |
| 1970 |                       | El proceso de las brujas Der Hexentöter von Blackmoor Il trono di fuoco | Rosa anya                  |                                 |
| 1971 |                       | Dans la poussière du soleil                                             | Gertie Bradford            |                                 |
| 1972 |                       | Die Pfarrhauskomödie                                                    | Irma                       |                                 |
| 1972 |                       | Chamsin                                                                 | Miriam                     |                                 |
| 1974 | Az Odessa ügyirat     | The Odessa File                                                         | Millerné                   |                                 |
| 1975 |                       | So oder so ist das Leben                                                | Katja Crohnen              | producer is                     |
| 1975 |                       | Change                                                                  | Kaltenböckné               |                                 |
| 1976 |                       | Folies bourgeoises                                                      | Gretel                     |                                 |
| 1976 |                       | Reise der Verdammten                                                    | Hauserné                   |                                 |
| 1978 |                       | Spiel der Verlierer                                                     | Anna Friedrichs            |                                 |
| 1978 | Superman              | Superman                                                                | Vond-Ah                    |                                 |
| 1979 |                       | Die erste Polka                                                         | Valeska Piontek            |                                 |
| 1982 |                       | La passante du Sans-Souci                                               | Anna Hellwig               |                                 |
| 1984 | Rigócsőr királyfi     | Král Drozdia Brada                                                      | Királynő                   |                                 |
| 2002 | Nővérem, Maria        | Meine Schwester Maria                                                   | önmaga                     | Maximilian Schell filmje        |

### Televízio
| Év        | Magyar cím      | Eredeti cím            | Szerep             | Jegyzetek          |
| --------- | --------------- | ---------------------- | ------------------ | ------------------ |
| 1969–1975 | A felügyelő     | Der Kommissar          |                    | három epizód       |
| 1975      | Tetthely        | Tatort                 | Evelyn Stürznickel | 52. epizód         |
| 1976/78   | Derrick         | Derrick                |                    | két epizód         |
| 1981/83   | Álomhajó        | Das Traumschiff        |                    | két epizód         |
| 1987–1991 | A boldog család | Die glückliche Familie | Maria Behringer    | televíziós sorozat |
| 1996      | Tetthely        | Tatort                 | Laetitia apátnő    | 324. epizód        |

## Önéletrajzi könyvei
- Die Kostbarkeit des Augenblicks. Gedanken, Erinnerungen. Langen Müller, München 1985, ISBN 3-7844-2072-9
- „… und wenn’s a Katz is!“ Mein Weg durchs Leben. Lübbe, Bergisch Gladbach 1998, ISBN 3-404-12784-6

## Fordítás
- Ez a szócikk részben vagy egészben a Maria Schell című német Wikipédia-szócikk fordításán alapul.  Az eredeti cikk szerkesztőit annak laptörténete sorolja fel. Ez a jelzés csupán a megfogalmazás eredetét és a szerzői jogokat jelzi, nem szolgál a cikkben szereplő információk forrásmegjelöléseként.